# 霍爾特 (諾福克郡)
霍爾特（英語：Holt）是英國英格蘭諾福克郡的一個集鎮和民政教區，位於諾維奇以北22.8英里（36.7）處。最靠近霍爾特的機場是諾維奇國際機場。霍爾特有人口3,550人。

## 外部連結
- Holt Town Council （页面存档备份，存于）